# Josip Tabak
Josip Tabak (Sarajevo, 1. ožujka 1912. – Zagreb, 5. srpnja 2007.), hrvatski prevoditelj, pisac, esejist, novinar i književni kritičar, znalac preko dvadeset jezika.

## Životopis
Pučku školu i gimnaziju završio je u rodnom Sarajevu, gdje mu je profesor bio poliglot Rikard Kuzmić, koji mu je usadio ljubav prema jezicima i književnosti. Zatim je otišao u Prag, Pariz, Madrid i Zagreb studirati novinarstvo, romanistiku i germanistiku. Nakon školovanja od 1934. do 1941. radi kao novinar i prevoditelj. Tijekom 1942. dnevničar je (prevoditelj i stenograf) u Novinskom odsjeku Ministarstva vanjskih poslova NDH. Od 1943. do 1945. bio je profesionalni prevoditelj u Novinskom odsjeku Ministarstva vanjskih poslova NDH u Zagrebu. Prevodi članke iz švedskih, španjolskih i portugalskih novina. Uhićen je 1943. i kratko zatočen. Ljeti 1945. bježi u Trst, ali se zbog nedostatka novca ubrzo vraća i živi od anonimna prevođenja. Ponovo je uhićen i pritvoren kao suradnik britanske obavještajne službe, ali je u nedostatku dokaza pušten. Prilazi Radić-Košutićevu krilu HSS-a i surađuje u njihovu tjedniku Narodni glas do studenoga 1945., kada je Ozna zatvorila sve urednike i suradnike. Na temelju autorstva triju članaka vojni sud ga osuđuje zbog "neprijateljske propagande protiv društvenoga uređenja" na tri godine zatvora. Robiju izdržava kao politički zatvorenik u Zagrebu i Staroj Gradiški. Nakon dvije godine pomilovan je kao pomagač NOP-a. Po izlasku iz zatvora kao bivši robijaš ne uspijeva dobiti posao u struci te se zapošljava kao tovarni radnik u građevinskom poduzeću Tehnici u Zagrebu. Tek 1950. godine uspijeva zaposliti u struci, radeći kao lektor i pomoćni urednik u nakladi Novo pokoljenje (poslije Mladost) u Zagrebu, gdje je ostao do 1956. Od 1957. radi kao samostalan prevoditelj i lektor, u mirovinu odlazi 1980., ali se i dalje nastavlja baviti prevodilačkim radom. Od 1976. do 1980. godine bio je predsjednik Hrvatskog centra PEN kluba. Potkraj života odlazi u starački dom u Novom Zagrebu, u kojemu do smrti boravi sa suprugom Blagom Aviani, sociologinjom. 

## Stvaralaštvo
Kao stručnjak za književno prevođenje kojime se bavi od pedesetih godina dvadesetog stoljeća, Tabak je obogatio hrvatsku kuturu prevevši ili redigirajući preko osamdeset vrijednih proznih, klasičnih i modernih djela s niza germanskih i romanskih jezika (Melvilleov Moby Dick, Daudetova Pisma iz mog mlina, De Amicisovo Srce, Andersenove Priče i bajke, djela Francea, Perraulta i Londona), kao i djela iz portugalske, nizozemske, flamanske, norveške i brazilske književnosti, koja je Tabak velikim dijelom samostalno otkrivao.
Možda najpoznatiji po radu na Cervantesovu Don Quijoteu, djelu koje je na hrvatski preveo Iso Velikanović, a Tabak desetljećima redigirao kako bi ga doveo do savršenstva - danas se Tabakov Don Quijote smatra jednim od najboljih prijevoda na hrvatski uopće.
Također značajan prevoditeljski i urednički doprinos dao je na izdanju Biblije iz 1968. godine, radeći prema hebrejskom originalu. 
Tabak je, ne samo zbog svog velikog opusa, nego i zbog predanog rada na leksičkom i sintaktičkom bogatstvu hrvatskog jezika, uspostavio visoki standard generacijama književnih prevoditelja. Mnogi njegovi prijevodi imaju književni dignitet ravan izvorniku, jer je Tabak jezičnom kreativnošću uspio prenijeti podjednako starinske, patinirane i stilizirane govore, a posebice mitske i arhetipske situacije. Osim što je preveo preko osamdeset djela klasične i svuremene književnosti, kao redaktor, lektor i nerijetko kao nepotpisani suprevoditelj surađivao je na još oko tri stotine knjiga. Sve svoje prijevode obavljao je ručno.

## Nagrade
- 2000. Međunarodno priznanje IBBY Honour List za prijevod Andersenove Snježne kraljice
- 2004. Nagrada ”Iso Velikanović” za životno djelo
- 2004. "Nagrada Vladimir Nazor" za životno djelo
- 2005. Odlikovanje reda viteza Katoličke kraljice Isabele, španjolsko odlikovanje za zasluge na području hispanistike i prevođenja sa španjolskog jezika

- Povodom 60. godišnjice osnutka, a u čast stote godišnjice rođenja svog uglednog člana Društvo hrvatskih književnih prevodilaca dodijelilo je Nagradi DHKP-a ime "Josip Tabak".

## Izbor iz bibliografije prijevoda

### sa švedskoga
- Astrid Lindgren, Razmo u skitnji, Zagreb, 1976.
- Ivar Lo-Johansson, Samo mati, Zagreb, 1961.
- Gustaf Helsterm, Gajtanar Lakholm i njegova ideja, Sarajevo, 1958.
- Pär Lagerkvist, Krvnik i druge priče (Vječni smješak, Okrutne priče, Patuljak), Zagreb, 1956.

### s norveškoga
- Alexandar L. Kielland, Garman & Worse, Zagreb, 1985.
- Johan Falkberget, Između života i smrti, Zagreb, Stvarnost, 1969.
- Trygve Gulbranssen, Nema puta naokolo, Zagreb, 1959.
- Trygve Gulbranssen, I vječno pjevaju šume, Zagreb, 1959.
- Trygve Gulbranssen, Vjetar s planine, Zagreb, 1959.

### s nizozemskoga
- A. Rutgers van der Loeff-Basenau, Lavine bjesne, Zagreb, 1987.

### s flamanskoga
- Hendrik Conscience, Lav od Flandrije, Zagreb, 1975.

### s njemačkoga
- Adelbert von Chamisso, Čudnovata pripovijest Petra Schlemihla, Zagreb, 1987.

### s engleskoga
- Jack London, Zov divljine, Zagreb, 1951.
- Jack London, Jerry otočanin, Zagreb, 1986.
- D. H. Lawrence, Ljubavnik Lady Chatterley, Zagreb, 2004.
- Herman Melville, Moby Dick ili Bijeli kit, Zagreb, 1999. (sa Zlatkom Gorjanom)

### s talijanskoga
- Edmondo De Amicis, Srce, Zagreb, 1993.

### s portugalskoga
- Manuel Antonio de Almeida, Uspomene milicijskog narednika, Zagreb, 1962.
- Mario Graciotti, Čovjek višebrojnik, Zagreb, 1972.
- Aluizio Azevedo, Dvorište, Zagreb, Zora, 1959.
- Aluizio Azevedo, Ljubav u Riju, Zagreb, Zora, 1973., 1984., 1990.

### sa španjolskoga
- Francisco Gomez de Quevedo, Životopis lupeža, Zagreb, 1982.
- Juan Valera, Juanita la Larga, Zagreb, 1958.

### s francuskoga
- Alphonse Daudet, Pisma iz mog mlina, Zagreb, 1996.
- Anatole France, Krivnja akademika Sylvestra Bonnarda, Zagreb, 2003.